# Todd Woodbridge
Todd Andrew Woodbridge, OAM (* 2. April 1971 in Sydney) ist ein ehemaliger australischer Tennisspieler.

## Karriere
Er gewann in seiner Karriere 83 Doppeltitel auf der ATP World Tour und gehört damit zu den erfolgreichsten Doppelspielern der Tennisgeschichte. 61 Turniere gewann er zusammen mit seinem Landsmann Mark Woodforde – das Duo wurde von allen nur The Woodies genannt. Woodbridge gewann insgesamt 16 Grand-Slam-Titel im Doppel, darunter neunmal Wimbledon (Rekord). Nachdem Woodforde im Jahr 2000 seine Karriere beendet hatte, spielte Woodbridge bis Ende 2004 mit Jonas Björkman zusammen. Ab 2005 bildete er zusammen mit Mahesh Bhupathi ein Doppelteam.
Nach dem frühen Ausscheiden mit Bhupathi 2005 in Wimbledon erklärte der Australier seinen Rücktritt vom Profisport. Als Grund für seinen Rücktritt gab er die Regeländerungen der ATP für Doppelwettbewerbe ab September 2005 an, die eine neue Zählweise vorsahen.
Für seinen Olympiasieg 1996 erhielt er am 26. Januar 1997 den Order of Australia. Im Jahr 2010 wurde Woodbridge zusammen mit seinem langjährigen Doppelpartner Mark Woodforde in die International Tennis Hall of Fame aufgenommen. Woodbridge ist seit 1995 verheiratet und hat zwei Kinder.

## Erfolge
| Legende (Siege in Klammern)                                |
| Grand Slam (16)                                            |
| Olympische Spiele (1)                                      |
| Tennis Masters Cup (2)                                     |
| ATP Masters Series (18)                                    |
| ATP Championship Series ATP International Series Gold (12) |
| ATP World Series ATP International Series (36)             |
| ATP Challenger Tour (12)                                   |

| Titel nach Belag |
| Hartplatz (44)   |
| Sand (14)        |
| Rasen (15)       |
| Teppich (12)     |

### Einzel

#### Turniersiege

##### ATP Tour
| Nr. | Datum          | Turnier       | Belag     | Finalgegner   | Ergebnis |
| --- | -------------- | ------------- | --------- | ------------- | -------- |
| 1.  | 22. Mai 1995   | Coral Springs | Sand      | Greg Rusedski | 6:4, 6:2 |
| 2.  | 6. Januar 1997 | Adelaide      | Hartplatz | Scott Draper  | 6:2, 6:1 |

##### Challenger Tour
| Nr. | Datum              | Turnier       | Belag     | Finalgegner       | Ergebnis      |
| --- | ------------------ | ------------- | --------- | ----------------- | ------------- |
| 1.  | 21. November 1988  | Tasmanien (1) | Teppich   | Shane Barr        | 6:3, 7:6      |
| 2.  | 25. September 1989 | Brisbane      | Hartplatz | Scott Warner      | 7:6, 6:3      |
| 3.  | 21. November 1989  | Tasmanien (2) | Teppich   | Mark Kratzmann    | 6:3, 1:6, 6:2 |
| 4.  | 3. Januar 1994     | Wellington    | Hartplatz | Hendrik Dreekmann | 6:3, 6:3      |
| 5.  | 28. Februar 2000   | Singapur      | Hartplatz | Arvind Parmar     | 6:3, 6:3      |

#### Finalteilnahmen
| Nr. | Datum            | Turnier        | Belag     | Finalgegner      | Ergebnis       |
| --- | ---------------- | -------------- | --------- | ---------------- | -------------- |
| 1.  | 13. August 1990  | New Haven      | Hartplatz | Derrick Rostagno | 3:6, 3:6       |
| 2.  | 20. April 1992   | Seoul (1)      | Hartplatz | Shūzō Matsuoka   | 3:6, 6:4, 5:7  |
| 3.  | 19. April 1993   | Seoul (2)      | Hartplatz | Chuck Adams      | 4:6, 4:6       |
| 4.  | 4. Juli 1994     | Newport        | Rasen     | David Wheaton    | 4:6, 6:3, 6:75 |
| 5.  | 19. Juni 1995    | Nottingham     | Rasen     | Javier Frana     | 6:74, 3:6      |
| 6.  | 19. August 1996  | Kanada Masters | Hartplatz | Wayne Ferreira   | 2:6, 4:6       |
| 7.  | 17. Februar 1997 | Memphis        | Hartplatz | Michael Chang    | 3:6, 4:6       |

### Doppel

#### Turniersiege

##### ATP Tour
| Nr. | Datum              | Turnier           | Belag         | Partner           | Finalgegner                         | Ergebnis                |
| --- | ------------------ | ----------------- | ------------- | ----------------- | ----------------------------------- | ----------------------- |
| 1.  | 12. März 1990      | Casablanca        | Sand          | Simon Youl        | Paul Haarhuis Mark Koevermans       | 6:3, 6:1                |
| 2.  | 1. Oktober 1990    | Brisbane          | Hartplatz     | Jason Stoltenberg | Brian Garrow Mark Woodforde         | 2:6, 6:4, 6:4           |
| 3.  | 18. Februar 1991   | Brüssel           | Teppich (i)   | Mark Woodforde    | Libor Pimek Michiel Schapers        | 6:3, 6:0                |
| 4.  | 11. März 1991      | Kopenhagen        | Teppich (i)   | Mark Woodforde    | Mansour Bahrami Andrei Olchowski    | 6:3, 6:1                |
| 5.  | 15. April 1991     | Tokio             | Hartplatz     | Stefan Edberg     | John Fitzgerald Anders Järryd       | 6:4, 5:7, 6:4           |
| 6.  | 17. Juni 1991      | Queen’s Club      | Rasen         | Mark Woodforde    | Grant Connell Glenn Michibata       | 7:4, 7:6                |
| 7.  | 26. August 1991    | Schenectady       | Hartplatz     | Javier Sánchez    | Andrés Gómez Emilio Sánchez Vicario | 3:6, 7:6, 7:6           |
| 8.  | 30. September 1991 | Brisbane          | Hartplatz     | Mark Woodforde    | John Fitzgerald Glenn Michibata     | 7:6, 6:3                |
| 9.  | 27. Januar 1992    | Australian Open   | Hartplatz     | Mark Woodforde    | Kelly Jones Rick Leach              | 6:4, 6:3, 6:4           |
| 10. | 17. Februar 1992   | Memphis           | Hartplatz (i) | Mark Woodforde    | Kevin Curren Gary Muller            | 7:5, 4:6, 7:6           |
| 11. | 24. Februar 1992   | Philadelphia      | Teppich (i)   | Mark Woodforde    | Jim Grabb Richey Reneberg           | 6:4, 7:6                |
| 12. | 6. April 1992      | Singapur          | Hartplatz     | Mark Woodforde    | Grant Connell Glenn Michibata       | 6:7, 6:2, 6:4           |
| 13. | 17. August 1992    | Cincinnati        | Hartplatz     | Mark Woodforde    | Patrick McEnroe Jonathan Stark      | 6:3, 1:6, 6:3           |
| 14. | 19. Oktober 1992   | Tokio Indoor      | Hartplatz (i) | Mark Woodforde    | Jim Grabb Richey Reneberg           | 7:6, 6:4                |
| 15. | 2. November 1992   | Stockholm         | Teppich (i)   | Mark Woodforde    | Steve DeVries David Macpherson      | 6:4, 6:4                |
| 16. | 29. November 1992  | ATP-WM            | Hartplatz     | Mark Woodforde    | John Fitzgerald Anders Järryd       | 6:2, 7:6, 5:7, 3:6, 6:3 |
| 17. | 11. Januar 1993    | Adelaide          | Hartplatz     | Mark Woodforde    | John Fitzgerald Laurie Warder       | 6:4, 7:5                |
| 18. | 15. Februar 1993   | Memphis           | Hartplatz (i) | Mark Woodforde    | Jacco Eltingh Paul Haarhuis         | 7:5, 6:2                |
| 19. | 19. April 1993     | Hongkong          | Hartplatz     | David Wheaton     | Sandon Stolle Jason Stoltenberg     | 6:1, 6:3                |
| 20. | 14. Juni 1993      | Queen’s Club      | Rasen         | Mark Woodforde    | Neil Broad Gary Muller              | 6:7, 6:3, 6:4           |
| 21. | 5. Juli 1993       | Wimbledon         | Rasen         | Mark Woodforde    | Grant Connell Patrick Galbraith     | 7:6, 6:3, 7:6           |
| 22. | 1. November 1993   | Stockholm         | Teppich (i)   | Mark Woodforde    | Gary Muller Danie Visser            | 6:1, 3:6, 6:2           |
| 23. | 7. Februar 1994    | Dubai             | Hartplatz     | Mark Woodforde    | John Fitzgerald Darren Cahill       | 6:7, 6:4, 6:2           |
| 24. | 9. Mai 1994        | Pinehurst         | Sand          | Mark Woodforde    | Jared Palmer Richey Reneberg        | 6:2, 3:6, 6:3           |
| 25. | 4. Juli 1994       | Wimbledon         | Rasen         | Mark Woodforde    | Grant Connell Patrick Galbraith     | 7:6, 6:3, 6:1           |
| 26. | 22. August 1994    | Indianapolis      | Hartplatz     | Mark Woodforde    | Jim Grabb Richey Reneberg           | 6:3, 6:4                |
| 27. | 31. Oktober 1994   | Stockholm         | Teppich (i)   | Mark Woodforde    | Jan Apell Jonas Björkman            | 6:3, 6:4                |
| 28. | 16. Januar 1995    | Sydney            | Hartplatz     | Mark Woodforde    | Trevor Kronemann David Macpherson   | 7:6, 6:4                |
| 29. | 27. März 1995      | Miami             | Hartplatz     | Mark Woodforde    | Jim Grabb Patrick McEnroe           | 6:3, 7:6                |
| 30. | 15. Mai 1995       | Pinehurst         | Sand          | Mark Woodforde    | Sandon Stolle Alex O’Brien          | 6:2, 6:4                |
| 31. | 22. Mai 1995       | Coral Springs     | Sand          | Mark Woodforde    | Sergio Casal Emilio Sánchez Vicario | 6:3, 6:1                |
| 32. | 10. Juli 1995      | Wimbledon         | Rasen         | Mark Woodforde    | Rick Leach Scott Melville           | 7:5, 7:6, 7:6           |
| 33. | 14. August 1995    | Cincinnati        | Hartplatz     | Mark Woodforde    | Mark Knowles Daniel Nestor          | 6:2, 3:0 Aufgabe        |
| 34. | 11. September 1995 | US Open           | Hartplatz     | Mark Woodforde    | Alex O’Brien Sandon Stolle          | 6:3, 6:3                |
| 35. | 8. Januar 1996     | Adelaide          | Hartplatz     | Mark Woodforde    | Jonas Björkman Tommy Ho             | 7:5, 7:6                |
| 36. | 4. März 1996       | Philadelphia      | Teppich (i)   | Mark Woodforde    | Byron Black Grant Connell           | 7:6, 6:2                |
| 37. | 18. März 1996      | Indian Wells      | Hartplatz     | Mark Woodforde    | Brian MacPhie Michael Tebbutt       | 1:6, 6:2, 6:2           |
| 38. | 1. April 1996      | Miami             | Hartplatz     | Mark Woodforde    | Ellis Ferreira Patrick Galbraith    | 6:1, 6:3                |
| 39. | 22. April 1996     | Tokio             | Hartplatz     | Mark Woodforde    | Mark Knowles Rick Leach             | 6:2, 6:3                |
| 40. | 20. Mai 1996       | Coral Springs     | Sand          | Mark Woodforde    | Ivan Baron Brett Hansen-Dent        | 6:3, 6:3                |
| 41. | 17. Juni 1996      | Queen’s Club      | Rasen         | Mark Woodforde    | Sébastien Lareau Alex O’Brien       | 6:3, 7:6                |
| 42. | 8. Juli 1996       | Wimbledon         | Rasen         | Mark Woodforde    | Byron Black Grant Connell           | 4:6, 6:1, 6:3, 6:2      |
| 43. | 29. Juli 1996      | Olympische Spiele | Hartplatz     | Mark Woodforde    | Neil Broad Tim Henman               | 6:4, 6:4, 6:2           |
| 44. | 9. September 1996  | US Open           | Hartplatz     | Mark Woodforde    | Jacco Eltingh Paul Haarhuis         | 4:6, 7:6, 7:6           |
| 45. | 7. Oktober 1996    | Singapur          | Teppich (i)   | Mark Woodforde    | Martin Damm Andrei Olchowski        | 7:6, 7:6                |
| 46. | 17. November 1996  | ATP-WM            | Teppich (i)   | Mark Woodforde    | Sébastien Lareau Alex O’Brien       | 6:4, 5:7, 6:2, 7:6      |
| 47. | 27. Januar 1997    | Australian Open   | Hartplatz     | Mark Woodforde    | Sébastien Lareau Alex O’Brien       | 4:6, 7:5, 7:5, 6:3      |
| 48. | 31. März 1997      | Miami             | Hartplatz     | Mark Woodforde    | Mark Knowles Daniel Nestor          | 7:6, 7:6                |
| 49. | 7. Juli 1997       | Wimbledon         | Rasen         | Mark Woodforde    | Jacco Eltingh Paul Haarhuis         | 7:6, 7:6, 5:7, 6:3      |
| 50. | 11. August 1997    | Cincinnati        | Hartplatz     | Mark Woodforde    | Mark Philippoussis Patrick Rafter   | 7:6, 4:6, 6:4           |
| 51. | 27. Oktober 1997   | Stuttgart         | Teppich (i)   | Mark Woodforde    | Rick Leach Jonathan Stark           | 6:3, 6:3                |
| 52. | 19. Januar 1998    | Sydney            | Hartplatz     | Mark Woodforde    | Jacco Eltingh Daniel Nestor         | 6:3, 7:5                |
| 53. | 16. Februar 1998   | San José          | Hartplatz (i) | Mark Woodforde    | Nelson Aerts André Sá               | 6:1, 7:5                |
| 54. | 23. Februar 1998   | Memphis           | Hartplatz (i) | Mark Woodforde    | Ellis Ferreira David Roditi         | 6:3, 6:4                |
| 55. | 4. Mai 1998        | München           | Sand          | Mark Woodforde    | Joshua Eagle Andrew Florent         | 6:0, 6:3                |
| 56. | 19. Oktober 1998   | Singapur          | Teppich (i)   | Mark Woodforde    | Mahesh Bhupathi Leander Paes        | 6:2, 6:3                |
| 57. | 15. Februar 1999   | San José          | Hartplatz (i) | Mark Woodforde    | Aleksandar Kitinov Nenad Zimonjić   | 7:5, 6:7, 6:4           |
| 58. | 22. Februar 1999   | Memphis           | Hartplatz (i) | Mark Woodforde    | Sébastien Lareau Alex O’Brien       | 6:3, 6:4                |
| 59. | 26. April 1999     | Orlando           | Sand          | Mark Woodforde    | Bob Bryan Mike Bryan                | 7:6, 6:4                |
| 60. | 10. Januar 2000    | Adelaide          | Hartplatz     | Mark Woodforde    | Lleyton Hewitt Sandon Stolle        | 6:4, 6:2                |
| 61. | 17. Januar 2000    | Sydney            | Hartplatz     | Mark Woodforde    | Lleyton Hewitt Sandon Stolle        | 7:5, 6:4                |
| 62. | 3. April 2000      | Miami             | Hartplatz     | Mark Woodforde    | Martin Damm Dominik Hrbatý          | 6:3, 6:4                |
| 63. | 22. Mai 2000       | Hamburg           | Sand          | Mark Woodforde    | Wayne Arthurs Sandon Stolle         | 6:7, 6:4, 6:3           |
| 64. | 12. Juni 2000      | French Open       | Sand          | Mark Woodforde    | Paul Haarhuis Sandon Stolle         | 7:6, 6:4                |
| 65. | 19. Juni 2000      | Queen’s Club      | Rasen         | Mark Woodforde    | Jonathan Stark Eric Taino           | 6:7, 6:3, 7:6           |
| 66. | 10. Juli 2000      | Wimbledon         | Rasen         | Mark Woodforde    | Paul Haarhuis Sandon Stolle         | 6:3, 6:4, 6:1           |
| 67. | 14. August 2000    | Cincinnati        | Hartplatz     | Mark Woodforde    | Ellis Ferreira Rick Leach           | 7:6, 6:4                |
| 68. | 29. Januar 2001    | Australian Open   | Hartplatz     | Mark Woodforde    | Byron Black David Prinosil          | 6:1, 5:7, 6:4, 6:4      |
| 69. | 23. April 2001     | Monte Carlo       | Sand          | Jonas Björkman    | Joshua Eagle Andrew Florent         | 3:6, 6:4, 6:2           |
| 70. | 21. Mai 2001       | Hamburg           | Sand          | Jonas Björkman    | Sandon Stolle Daniel Nestor         | 7:6, 3:6, 6:3           |
| 71. | 14. Januar 2002    | Auckland          | Hartplatz     | Jonas Björkman    | Martín Alberto García Cyril Suk     | 7:6, 7:6                |
| 72. | 22. April 2002     | Monte Carlo       | Sand          | Jonas Björkman    | Paul Haarhuis Jewgeni Kafelnikow    | 6:3, 3:6, [10:7]        |
| 73. | 8. Juli 2002       | Wimbledon         | Rasen         | Jonas Björkman    | Mark Knowles Daniel Nestor          | 6:1, 6:2, 6:7, 7:5      |
| 74. | 15. Juli 2002      | Båstad            | Sand          | Jonas Björkman    | Paul Hanley Michael Hill            | 7:6, 6:4                |
| 75. | 16. Juni 2003      | Halle             | Rasen         | Jonas Björkman    | Martin Damm Cyril Suk               | 6:3, 6:4                |
| 76. | 7. Juli 2003       | Wimbledon         | Rasen         | Jonas Björkman    | Mahesh Bhupathi Maks Mirny          | 3:6, 6:3, 7:6, 6:3      |
| 77. | 8. September 2003  | US Open           | Hartplatz     | Jonas Björkman    | Bob Bryan Mike Bryan                | 5:7, 6:0, 7:5           |
| 78. | 27. Oktober 2003   | Stockholm         | Hartplatz (i) | Jonas Björkman    | Wayne Arthurs Paul Hanley           | 6:3, 6:4                |
| 79. | 19. Januar 2004    | Sydney            | Hartplatz     | Jonas Björkman    | Bob Bryan Mike Bryan                | 7:6, 7:5                |
| 80. | 21. Juni 2004      | Nottingham        | Rasen         | Paul Hanley       | Rick Leach Brian MacPhie            | 6:4, 6:3                |
| 81. | 5. Juli 2004       | Wimbledon         | Rasen         | Jonas Björkman    | Julian Knowle Nenad Zimonjić        | 6:1, 6:4, 4:6, 6:4      |
| 82. | 8. November 2004   | Paris             | Teppich (i)   | Jonas Björkman    | Wayne Black Kevin Ullyett           | 6:3, 6:4                |
| 83. | 17. Januar 2005    | Sydney            | Hartplatz     | Mahesh Bhupathi   | Arnaud Clément Michaël Llodra       | 6:3, 6:3                |

##### Challenger Tour
| Nr. | Datum              | Turnier           | Belag     | Partner           | Finalgegner                      | Ergebnis      |
| --- | ------------------ | ----------------- | --------- | ----------------- | -------------------------------- | ------------- |
| 1.  | 28. September 1987 | Brisbane          | Hartplatz | Jason Stoltenberg | Stephen Furlong Peter Wright     | 6:3, 7:5      |
| 2.  | 4. April 1988      | Madeira           | Hartplatz | Jason Stoltenberg | David Felgate Nick Fulwood       | 6:2, 6:4      |
| 3.  | 25. April 1988     | Lissabon          | Sand      | Jason Stoltenberg | Alex Antonitsch Udo Riglewski    | 6:3, 5:7, 6:4 |
| 4.  | 20. November 1989  | Tasmanien         | Teppich   | Jamie Morgan      | Roger Rasheed Carl Turich        | 7:6, 7:6      |
| 5.  | 15. April 1991     | Taipeh            | Hartplatz | Kelly Jones       | Mark Kratzmann Jason Stoltenberg | 7:6, 6:3      |
| 6.  | 31. Mai 1999       | Surbiton          | Rasen     | Scott Draper      | Justin Gimelstob Scott Humphries | kampflos      |
| 7.  | 21. Februar 2000   | Ho-Chi-Minh-Stadt | Hartplatz | Michael Hill      | Irakli Labadse Kevin Ullyett     | 6:3, 6:4      |

#### Finalteilnahmen
| Nr. | Datum              | Turnier                 | Belag         | Partner           | Finalgegner                         | Ergebnis                 |
| --- | ------------------ | ----------------------- | ------------- | ----------------- | ----------------------------------- | ------------------------ |
| 1.  | 17. April 1988     | Madrid                  | Sand          | Jason Stoltenberg | Sergio Casal Emilio Sánchez Vicario | 7:6, 6:7, 3:6            |
| 2.  | 22. April 1990     | Seoul                   | Hartplatz     | Jason Stoltenberg | Grant Connell Glenn Michibata       | 6:7, 4:6                 |
| 3.  | 6. Mai 1990        | Singapur                | Hartplatz     | Brad Drewett      | Mark Kratzmann Jason Stoltenberg    | 1:6, 0:6                 |
| 4.  | 15. November 1993  | ATP WM                  | Teppich (i)   | Mark Woodforde    | Jacco Eltingh Paul Haarhuis         | 6:7, 6:7, 4:6            |
| 5.  | 6. Juni 1994       | Queen’s Club            | Rasen         | Mark Woodforde    | Jan Apell Jonas Björkman            | 6:3, 6:7, 4:6            |
| 6.  | 29. August 1994    | US Open                 | Rasen         | Mark Woodforde    | Jacco Eltingh Paul Haarhuis         | 3:6, 6:7                 |
| 7.  | 14. November 1994  | ATP WM                  | Teppich (i)   | Mark Woodforde    | Jan Apell Jonas Björkman            | 4:6, 6:4, 6:4, 6:7, 6:7  |
| 8.  | 16. Oktober 1995   | Wien                    | Teppich (i)   | Mark Woodforde    | Ellis Ferreira Jan Siemerink        | 4:6, 5:7                 |
| 9.  | 19. Februar 1996   | Memphis                 | Hartplatz (i) | Mark Woodforde    | Mark Knowles Daniel Nestor          | 4:6, 5:7                 |
| 10. | 30. Dezember 1996  | Adelaide                | Hartplatz     | Mark Woodforde    | Patrick Rafter Bryan Shelton        | 4:6, 6:1, 3:6            |
| 11. | 29. Mai 1997       | French Open             | Sand          | Mark Woodforde    | Jewgeni Kafelnikow Daniel Vacek     | 6:7, 6:4, 3:6            |
| 12. | 19. Januar 1998    | Australian Open         | Hartplatz     | Mark Woodforde    | Jonas Björkman Jacco Eltingh        | 2:6, 7:5, 6:2, 4:6, 3:6  |
| 13. | 20. April 1998     | Monte Carlo             | Sand          | Mark Woodforde    | Jacco Eltingh Paul Haarhuis         | 4:6, 2:6                 |
| 14. | 8. Juni 1998       | Queen’s Club            | Rasen         | Mark Woodforde    | Jonas Björkman Patrick Rafter       | nicht ausgespielt        |
| 15. | 22. Juni 1998      | Wimbledon               | Rasen         | Mark Woodforde    | Jacco Eltingh Paul Haarhuis         | 6:2, 4:6, 6:7, 7:5, 8:10 |
| 16. | 5. Oktober 1998    | Shanghai                | Hartplatz     | Mark Woodforde    | Mahesh Bhupathi Leander Paes        | 4:6, 7:6, 6:7            |
| 17. | 26. April 1999     | Atlanta                 | Sand          | Mark Woodforde    | Patrick Galbraith Justin Gimelstob  | 7:5, 6:7, 3:6            |
| 18. | 7. Juni 1999       | Queen’s Club            | Rasen         | Mark Woodforde    | Sébastien Lareau Alex O’Brien       | 3:6, 6:73                |
| 19. | 4. August 1999     | Cincinnati              | Hartplatz     | Mark Woodforde    | Byron Black Jonas Björkman          | 3:6, 6:76                |
| 20. | 4. Oktober 1999    | Shanghai                | Hartplatz     | Mark Woodforde    | Sébastien Lareau Daniel Nestor      | 5:7, 3:6                 |
| 21. | 11. Oktober 1999   | Singapur                | Hartplatz     | Mark Woodforde    | Maks Mirny Eric Taino               | 3:6, 4:6                 |
| 22. | 18. September 2000 | Olympische Sommerspiele | Hartplatz     | Mark Woodforde    | Sébastien Lareau Daniel Nestor      | 7:5, 3:6, 4:6, 6:72      |
| 23. | 1. Januar 2001     | Adelaide                | Hartplatz     | Wayne Arthurs     | David Macpherson Grant Stafford     | 7:65, 4:6, 4:6           |
| 24. | 14. Januar 2001    | Sydney                  | Hartplatz     | Jonas Björkman    | Daniel Nestor Sandon Stolle         | 6:2, 6:74, 6:75          |
| 25. | 18. März 2001      | Indian Wells            | Hartplatz     | Jonas Björkman    | Wayne Ferreira Jewgeni Kafelnikow   | 2:6, 5:7                 |
| 26. | 1. April 2001      | Miami                   | Hartplatz     | Jonas Björkman    | Jiří Novák David Rikl               | 5:7, 6:73                |
| 27. | 28. Oktober 2001   | Stockholm               | Hartplatz (i) | Jonas Björkman    | Donald Johnson Jared Palmer         | 3:6, 6:4, 3:6            |
| 28. | 19. Mai 2002       | Hamburg                 | Sand          | Jonas Björkman    | Mahesh Bhupathi Jan-Michael Gambill | 2:6, 4:6                 |
| 29. | 16. Juni 2002      | Halle                   | Sand          | Jonas Björkman    | David Prinosil David Rikl           | 6:4, 6:75, 5:7           |
| 30. | 10. August 2003    | Montreal                | Hartplatz     | Jonas Björkman    | Mahesh Bhupathi Maks Mirny          | 3:6, 6:74                |
| 31. | 4. April 2004      | Miami                   | Hartplatz     | Jonas Björkman    | Wayne Black Kevin Ullyett           | 2:6, 6:712               |
| 32. | 8. August 2004     | Cincinnati              | Hartplatz     | Jonas Björkman    | Mark Knowles Daniel Nestor          | 2:6, 6:3, 3:6            |

### Mixed

#### Turniersiege
| Nr. | Datum           | Turnier         | Belag     | Partnerin               | Finalgegner                        | Ergebnis       |
| --- | --------------- | --------------- | --------- | ----------------------- | ---------------------------------- | -------------- |
| 1.  | 27. August 1990 | US Open         | Hartplatz | Elizabeth Smylie        | Jim Pugh Natallja Swerawa          | 6:4, 6:2       |
| 2.  | 25. Mai 1992    | French Open     | Sand      | Arantxa Sánchez Vicario | Bryan Shelton Lori McNeil          | 6:2, 6:3       |
| 3.  | 18. Januar 1993 | Australian Open | Hartplatz | Arantxa Sánchez Vicario | Rick Leach Zina Garrison           | 7:5, 6:4       |
| 4.  | 30. August 1993 | US Open         | Hartplatz | Helena Suková           | Mark Woodforde Martina Navratilova | 6:3, 7:66      |
| 5.  | 20. Juni 1994   | Wimbledon       | Rasen     | Helena Suková           | T. J. Middleton Lori McNeil        | 3:6, 7:5, 6:3  |
| 6.  | 27. August 2001 | US Open         | Hartplatz | Rennae Stubbs           | Leander Paes Lisa Raymond          | 6:4, 5:7, 7:69 |

#### Finalteilnahmen
| Nr. | Datum           | Turnier         | Belag     | Partnerin               | Finalgegner                      | Ergebnis         |
| --- | --------------- | --------------- | --------- | ----------------------- | -------------------------------- | ---------------- |
| 1.  | 13. Januar 1992 | Australian Open | Hartplatz | Arantxa Sánchez Vicario | Mark Woodforde Nicole Provis     | 3:6, 6:4, 9:11   |
| 2.  | 17. Januar 1994 | Australian Open | Hartplatz | Helena Suková           | Andrei Olchowski Larisa Neiland  | 5:7, 7:6(0), 2:6 |
| 3.  | 29. August 1994 | US Open         | Hartplatz | Jana Novotná            | Patrick Galbraith Elna Reinach   | 2:6, 4:6         |
| 4.  | 17. Januar 2000 | Australian Open | Hartplatz | Arantxa Sánchez Vicario | Jared Palmer Rennae Stubbs       | 5:7, 6:73        |
| 5.  | 29. Mai 2000    | French Open     | Sand      | Rennae Stubbs           | David Adams Mariaan de Swardt    | 3:6, 6:3, 3:6    |
| 6.  | 13. Januar 2003 | Australian Open | Hartplatz | Eleni Daniilidou        | Leander Paes Martina Navratilova | 4:6, 5:7         |
| 7.  | 21. Juni 2004   | Wimbledon       | Rasen     | Alicia Molik            | Wayne Black Cara Black           | 6:3, 6:78, 4:6   |
| 8.  | 30. August 2004 | US Open         | Hartplatz | Alicia Molik            | Bob Bryan Wera Swonarjowa        | 3:6, 4:6         |

## Abschneiden bei bedeutenden Turnieren

### Doppel
Die Tabelle listet die Ergebnisse der Grand-Slam-Turniere, der ATP Finals, der Olympischen Spiele, des Davis Cups und der Masters-Turniere auf.
| Turnier           | 2005 | 2004 | 2003 | 2002 | 2001 | 2000 | 1999 | 1998 | 1997 | 1996 | 1995 | 1994 | 1993 | 1992 | 1991 | 1990 | 1989 | 1988 | Karriere |
| ----------------- | ---- | ---- | ---- | ---- | ---- | ---- | ---- | ---- | ---- | ---- | ---- | ---- | ---- | ---- | ---- | ---- | ---- | ---- | -------- |
| Australian Open   | VF   | HF   | VF   | 2    | S    | HF   | HF   | F    | S    | 1    | AF   | VF   | 1    | S    | HF   | AF   | 1    | 1    | 3 × S    |
| French Open       | 1    | AF   | 2    | VF   | VF   | S    | 1    | AF   | F    | HF   | 1    | VF   | HF   | AF   | AF   | VF   | —    | AF   | 1 × S    |
| Wimbledon         | 2    | S    | S    | S    | AF   | S    | VF   | F    | S    | S    | S    | S    | S    | HF   | VF   | VF   | —    | 1    | 9 × S    |
| US Open           | —    | AF   | S    | HF   | AF   | 2    | VF   | AF   | 1    | S    | S    | F    | AF   | HF   | HF   | 2    | 1    | 1    | 3 × S    |
| ATP Finals        | —    | HF   | RR   | —    | —    | —    | HF   | RR   | RR   | S    | HF   | F    | F    | S    | HF   | —    | —    | —    | 2 × S    |
| Indian Wells      | 1    | 1    | HF   | HF   | F    | VF   | AF   | AF   | HF   | S    | HF   | VF   | —    | VF   | —    | —    | —    | —    | 1 × S    |
| Miami             | VF   | F    | VF   | 2    | F    | S    | —    | 2    | S    | S    | S    | AF   | —    | —    | —    | —    | —    | —    | 4 × S    |
| Monte Carlo       | —    | VF   | AF   | S    | S    | —    | —    | F    | —    | —    | —    | —    | —    | —    | —    | —    | —    | —    | 2 × S    |
| Madrid            | —    | —    | VF   | HF   |      |      |      |      |      |      |      |      |      |      |      |      |      |      | 1 × HF   |
| Rom               | HF   | HF   | —    | —    | —    | —    | —    | 1    | 1    | —    | —    | —    | —    | 1    | 1    | —    | —    | —    | 2 × HF   |
| Hamburg           | VF   | HF   | VF   | F    | S    | S    | —    | —    | —    | —    | —    | —    | —    | —    | —    | —    |      |      | 2 × S    |
| Kanada            | —    | —    | F    | —    | AF   | —    | 1    | —    | —    | VF   | —    | 1    | —    | —    | —    | —    | —    | —    | 1 × F    |
| Cincinnati        | —    | F    | VF   | —    | HF   | S    | F    | VF   | S    | VF   | S    | HF   | —    | S    | 1    | VF   | —    | —    | 4 × S    |
| Stockholm         |      |      |      |      |      |      |      |      |      |      |      | S    | S    | S    | 1    | 1    |      |      | 3 × S    |
| Essen             |      |      |      |      |      |      |      |      |      |      | HF   |      |      |      |      |      |      |      | 1 × HF   |
| Stuttgart         |      |      |      |      | —    | —    | HF   | VF   | S    | VF   |      |      |      |      |      |      |      |      | 1 × S    |
| Paris             | —    | S    | HF   | HF   | VF   | —    | VF   | VF   | AF   | HF   | HF   | HF   | VF   | AF   | VF   | VF   | —    | —    | 1 × S    |
| Olympische Spiele |      | AF   |      |      |      | F    |      |      |      | S    |      |      |      | AF   |      |      |      | —    | 1 × S    |
| Davis Cup         | VF   | 1    | S    | 1    | F    | —    | S    | 1    | HF   | —    | 1    | 1    | F    | VF   | VF   | —    | —    | —    | 2 × S    |

Zeichenerklärung: S = Turniersieg; F, HF, VF, AF = Einzug ins Finale, Halb-, Viertel-, Achtelfinale; 1, 2, 3 = Ausscheiden in der 1., 2., 3. Haupt- / Finalrunde; Q1, Q2, Q3 = Ausscheiden in der 1., 2. 3. Qualifikationsrunde; RR = Round Robin (Gruppenphase); nicht ausgetragen oder andere Kategorie; PO (Playoff), P2 = Auf-/Abstiegsrunde zur Weltgruppe I/II im Davis Cup; W2 = Teilnahme in der Weltgruppe II

### Mixed
| Turnier         | 1987 | 1988 | 1989 | 1990 | 1991 | 1992 | 1993 | 1994 | 1995 | 1996 | 1997 | 1998 | 1999 | 2000 | 2001 | 2002 | 2003 | 2004 | 2005 | Karriere |
| --------------- | ---- | ---- | ---- | ---- | ---- | ---- | ---- | ---- | ---- | ---- | ---- | ---- | ---- | ---- | ---- | ---- | ---- | ---- | ---- | -------- |
| Australian Open |      | AF   | AF   | AF   | AF   | F    | S    | F    | HF   | —    | —    | —    | AF   | F    | HF   | 1    | F    | 1    | 1    | S        |
| French Open     | —    | AF   | 2    | AF   | AF   | S    | VF   | HF   | —    | VF   | —    | —    | —    | F    | VF   | 1    | HF   | HF   | AF   | S        |
| Wimbledon       | 1    | 1    | 2    | AF   | AF   | VF   | HF   | S    | 2    | —    | —    | —    | AF   | 2    | 2    | 2    | VF   | F    | VF   | S        |
| US Open         | —    | HF   | —    | S    | VF   | AF   | S    | F    | —    | —    | —    | —    | HF   | HF   | S    | 1    | AF   | F    | —    | S        |